# Porva
Porva là một thị trấn thuộc hạt Veszprém, Hungary. Thị trấn này có diện tích 28,13 km², dân số năm 2010 là 452 người, mật độ 16 người/km².